# Renesansowe organy katedry w Évorze

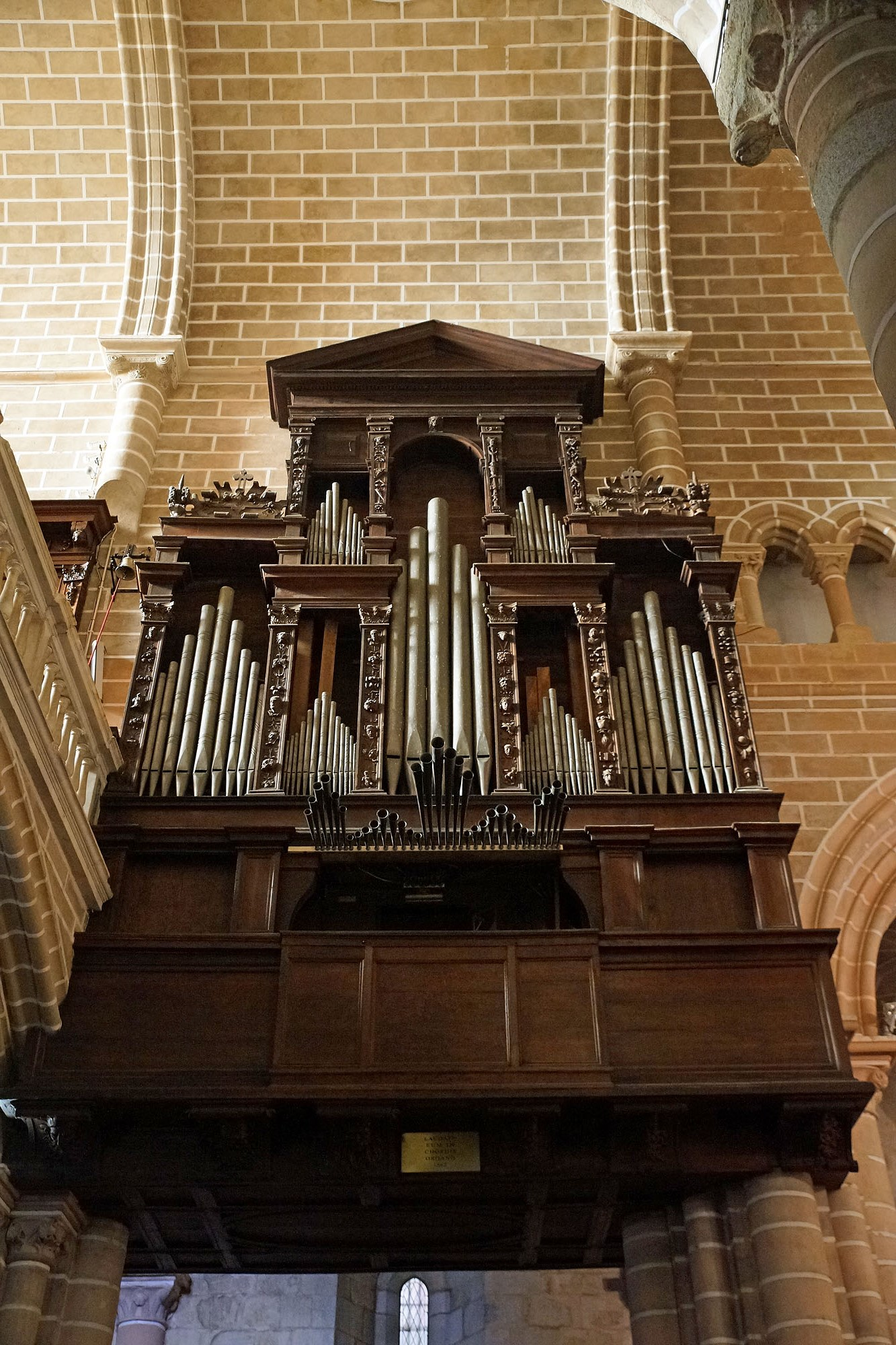

Plan przyziemia katedry Sé de Évora z oznaczonymi organami: 1 – renesansowe organy Heitora Lobo z XVI w., 2 – organy prezbiterialne Pascoala Caetano Oldovini z XVIII w.

Renesansowe organy katedry w Évorze – 9-głosowe renesansowe organy piszczałkowe z mechaniczną trakturą w katedrze Sé de Évora w portugalskiej miejscowości Évora. Jedne z najstarszych w Portugalii grywalnych organów wyposażonych w trakturę mechaniczną. Zbudowane w 1562 przez organmistrza Heitora Lobo. Odrestaurowane w latach 1966/67 przez holenderski warsztat organmistrzowski „D.A.Flentrop” z Zaanstad, pod kierunkiem prof. Maartena Alberta Vente.

## Historia
Początkowo w katedrze było czworo organów: dwoje renesansowych po lewej (Gospel Side) i prawej (Epistle Side) stronie nawy głównej (oba prawdopodobnie z 1562), organy barokowe z 1758 (zbudowane przez włoskiego organmistrza Pascoal Caetano) po lewej stronie apsydy i jedne małe organy z 1762 po prawej stronie apsydy. Na przełomie XIX i XX wieku mały instrument został sprzedany prywatnemu nabywcy, a prawe renesansowe zdemontowano.
Heitor Lobo – organmistrz mieszkający w Évorze do 1553 – rozpoczął budowę instrumentu w 1544. W 1562 organy zostały zainstalowane w wykonanej z litego dębowego drewna szafie, na specjalnie w tym celu skonstruowanym balkonie. Pierwotnie instrument miał 39-klawiszowy manuał o skali FGA–a. W 1678 organy były remontowane przez organmistrza Miguela Diasa i wtedy, lub w 2. połowie XVIII wieku, kiedy organmistrz Pascoal Caetano Oldovini instalował drugie organy w prezbiterium katedry, dodano do starego instrumentu nową wiatrownicę i rozszerzono klawiaturę do C. Około 1800 nieznany organmistrz dodał dwa głosy języczkowe: trąbki hiszpańskie Corneta oraz Trompeta. Organy miały wówczas około 900 piszczałek, w większości wykonanych z metalu, z czterema niewykorzystywanymi do gry otwartymi piszczałkami drewnianymi, należącymi pierwotnie prawdopodobnie do klawiatury nożnej. Dzięki budowie nowych organów w katedrze stary renesansowy instrument uniknął, typowych dla wieków późniejszych,  zmian dyspozycji i rozbudowy. W latach 1966/67, z inicjatywy fundacji Fundação Calouste Gulbenkian, organy zostały odrestaurowane i przywrócone do pierwotnego stanu przez warsztat organmistrzowski „D.A.Flentrop” z Zaanstad, i pod kierunkiem prof. Maartena Alberta Vente.

## Architektura
Projekt architektoniczny dębowego prospektu utrzymany jest w charakterystycznym dla regionu Portugalii w ówczesnym czasie flamandzkim manieryzmie z wpływami włoskiego renesansu. Ma formę dwukondygnacyjnej arkady zwieńczonej trójkątnym naczółkiem i flankowanej dwiema niskimi wieżami z rollwerkową snycerką na szczytach. Wydzielone w ten sposób siedem segmentów ujęte jest w pilastrowe obramienia ozdobione głęboko rzeźbioną manierystyczną ornamentyką. Piszczałki w każdym z segmentów rozmieszczone są w charakterystycznych, tworzących trójkątne szeregi seriach.

## Dyspozycja
Dyspozycja organów renesansowych:
| Manuał CDEFGA – c³ |
| --- |
| 1. Flautado de 24 (Principal 16′) 2. Flautado de 12 (Principal 8′) 3. Voz humana (tylko strona sopranowa manuału) 4. Flauta de pau da mão esquerda (Flute 8′, tylko strona basowa) 5. Corneta de 4 por ponto (Cornet IV, tylko strona sopranowa) 6. Oitava real (Octave 4′) 7. Quinta real (Quint 2 2/3′) 8. Décimaquinta e Décimasétima (Octave 2′ + Tierce 1 3/5′) 9. Cheio de registos de 4 filas (Mixture IV) 10. Trompeta real (Trumpet 8′, tylko strona basowa) 11. Clarim (Trumpet 8′, tylko strona sopranowa) |
| Urządzenia dodatkowe: tympan 8′ (z drewna dębowego) Ciśnienie powietrza: 56 mm słupa wody (dmuchawa elektryczna oraz miech pływakowy z 1967) |